# 王景文
王彧（413年—472年3月31日），字景文，琅邪臨沂（今山東臨沂）人。王景文是東晉丞相王導的玄孫，父親是王僧朗，但過繼了給伯父王智。因親妹王貞風是宋明帝的皇后，故王景文以外戚身份甚為尊貴，官至中書監、揚州刺史，但因明帝猜忌而被賜死。

## 生平
王景文自小就得堂叔王球賞識，風度和姿貌都稱美，亦喜好議論，與陳郡謝氏的謝莊齊名。其時連宋文帝也很欣賞他，特意為兒子湘東王劉彧娶了王景文的妹妹王貞風，也打算讓新安公主嫁給王景文，但王景文以疾病為由一直推辭，最終才不能成婚。
王景文初任太子太傅主簿，轉太子舍人，襲封繼父王智的爵位建陵縣五等子。後來先後在江夏王劉義恭的征北府及始興王劉濬的後軍府兩任主簿，又曾任武陵王劉駿的文學，撫軍記室參軍、南廣平太守。王景文接著轉任撫軍諮議參軍，並隨劉駿轉遷安北及鎮北二府，後出任宣城太守。
元嘉三十年（453年），太子劉劭弒父奪位，以王景文為黃門侍郎。王彧尚未就任，劉駿就起兵討伐劉劭，王景文當時也派了使者向劉駿表達歸附之意，但礙於生父王僧朗當時在建康，他始終不敢獻身支持。故劉駿消滅劉劭，即位為帝後對他有所不滿，但仍顧念舊情，先後當過東陽太守、御史中丞、散騎侍郎及司徒左長史等職，大明二年（458年），劉彧任祕書監，太子右衞率，侍中。大明五年（461年）任安陸王劉子綏的冠軍長史、輔國將軍、江夏內史，行郢州事。隨後又受徵入朝當侍中，領射聲校尉；轉右衞將軍，加給事中；又轉太子中庶子，仍兼右衞。
大明八年（464年），前廢帝劉子業繼位，以王景文為祕書監、侍中，後因生父年老而自求解職，改以輔國將軍任太宰長史、南平太守。永光元年（465年），轉吏部尚書，同年前廢帝為分顧命大臣、尚書僕射顏師伯的權力，以王景文為尚書右僕射。同年年末，劉彧黨眾發動了政變弒殺前廢帝，推了劉彧為主，劉彧就加了王景文領左衞將軍。不久，劉彧正式即位，以王彧為丹楊尹、尚書僕射。泰始二年（466年），王僧朗去世，王景文因而離職，但不久就獲授冠軍將軍、丹楊尹、尚書左僕射，隨後因王彧推辭僕射而又改授散騎常侍、中書令、中軍將軍，兼丹楊尹，但王彧仍然辭讓，於是再外授使持節、散騎常侍、都督江州郢州之西陽豫州之新蔡晉熙三郡諸軍事、安南將軍、江州刺史；王景文直至王僧朗喪期結束後才接受散騎常侍。另一方面，劉彧在消滅劉子勛的勢力後大封功臣，封王彧為江安縣侯，食邑五百戶。後進號鎮南將軍，賜鼓吹隊一部，加領豫章太守。
泰始六年（470年），朝廷召王景文為尚書左僕射，領吏部，揚州刺史，加太子詹事，常侍如故。王景文不願還朝，自求改任湘州刺史，但不獲允許。因著王景文屢辭朝內職位，劉彧亦特意下手詔勸諭他接受官職，但他仍然辭讓太子詹事及吏部領選職位，遂改授中書令，兼常侍、左僕射及揚州刺史。泰始七年（471年），進中書監，領太子太傅，仍兼常侍及揚州刺史，王景文仍想推辭太子太傅，但劉彧派尚書右僕射褚淵宣旨，以六項先例詰難他，逼令其接受。
劉彧見一眾兒子年紀尚輕，自己亦有疾，一直在想著如何在自己身後維護太子地位，故此即使是當日協助自己登位的武將如壽寂之及吳喜等都被誅殺，而他又轉而懷疑身為外戚的王景文及長在軍中的張永，自己製造謠言道：「一士不可親，弓長射殺人。」「一士」及「弓長」都是二人姓的拆字，令王景文恐懼之下自求解任揚州刺史。可是劉彧沒有應允，答詔中亦只稱「若乃吉凶大期，正應委之理運，遭隨參差，莫不由命也」，引袁顗及駱宰得外任而遭不幸事作據，聲言「安危在運，何可預圖」。
泰豫元年（472年），劉彧又患病，建安王劉休仁、晉平王劉休祐及巴陵王劉休若都在前幾年被其殺害，兄弟中只餘下一個他認為無威脅的桂陽王劉休範，故此時他又將目標轉到王景文處，懷疑太子繼位後皇后王貞風以太后身份臨朝，會令他以外戚身份擔當宰相重任，並害怕琅邪王氏的世族力量會危害太子帝位，於是在病重之際派人送毒藥賜死王景文。劉彧手詔寫著：「與卿周旋，欲全卿門戶，故有此處分。」王景文接到手詔時正和客人下圍棋，閱後神色如常，至下完後才告知客人自己被賜死。門客焦度在毒酒送至時力勸景文以府眾起事反抗，但他以家人為由拒絕，飲下毒酒自盡，享年六十歲。朝廷追贈車騎將軍、開府儀同三司，諡為懿侯。同年，劉彧亦去世，可是留下的唯一弟弟劉休範還是作亂，其太子宋後廢帝劉昱終亦為將領蕭道成所廢殺。

## 家庭

### 夫人
- 庐江何氏，刘宋侍中、左光禄大夫、开府仪同三司、兼中书令、都乡简穆侯何尚之之女

### 子女
- 王絢，小名童烏，江安恭世子，聰慧好學，官至祕書丞，早死。
- 王繢，齊太常、散騎常侍。
- 王約，梁侍中、左戶尚書、廷尉。

## 延伸阅读
[在维基数据编辑]
 《宋書/卷85》，出自沈约《宋书》